# 이동희 (소설가)
이동희(李東熙, 1938년 7월 6일 ~ )는 대한민국의 소설가, 대학 교수로 호는 노상(老上)이다.

## 생애
이동희는 충청북도 영동군 매곡면 노천리에서 태어나서 어린 시절을 보냈으며 1961년에 단국대학교 국어국문학과를 졸업했다. 1963년에 문학 잡지 《자유문학》에 소설 《좌절》을 게재하면서 문단에 등단했으며 같은 해에 대한민국 공보부에서 주최한 신인예술상 문학 부문에서 소설 《핏들》을 통해 특상을 수상했다.
1963년 6월부터 1965년 2월까지 한일출판사에서 근무했고 1965년 3월부터 1978년 2월까지 단국대학교 사범대학 부속중학교·단국대학교 사범대학 부속중학교·단국대학교 사범대학 부속고등학교 교사로 근무했다. 1968년에는 고려대학교 대학원 국어국문학과 과정을 졸업했으며 1973년에는 단국대학교 대학원 국어국문학과를 졸업했다. 1978년부터 2003년에 퇴직할 때까지 단국대학교 교수로 재직했고 1980년 1월부터 1981년 12월까지 《단대신문》의 주간을 역임했다. 1986년에는 경희대학교 대학원으로부터 국어국문학과 문학 박사 학위를 받았다.
1990년 4월부터 1992년 4월까지 한국농민문학회 회장을 역임했고 1992년 4월부터 2000년 1월까지 한국농민문학회 상임고문을 역임했다. 1992년 4월부터 농민문학사에서 발행하는 계간 문학 잡지 《농민문학》의 편집인을 역임했으며 1993년 7월에는 문학 잡지 《한겨레문학》의 편집인으로 참여했다. 1998년 1월부터 2004년 1월까지 한국문인협회 소설분과 회장을 역임했고 1999년 9월부터 2002년 2월까지 단국대학교 인문학부 학장을 역임했다. 2000년 2월부터 2003년 1월까지 한국농민문학회 명예회장을 역임했으며 2003년 1월부터 2005년 1월까지 한국농민문학회 회장을 역임했다.
2002년 3월부터 2003년 6월까지 단국대학교 문과대학 학장을 역임했으며 2003년 9월에는 단국대학교 명예교수로 임명되었다. 2005년 2월에는 계간 문학 잡지 《농민문학》의 발행인으로 임명되었고 2007년 2월에는 한국크리스천문학가협회 부회장으로 임명되었다. 2007년 3월부터 2008년 12월까지 한국소설가협회 상임이사를 역임했고 2007년 4월에는 국제펜클럽한국본부 부이사장으로 임명되었다.

## 작품 목록
- 단편 소설 《좌절》 (1963년)
- 장편 소설 《핏들》 (1963년)
- 문집 《지하수》 (1973년)
- 장편 소설 《하늘에 그린 그림》 (1973년)
- 장편 소설 《이무기가 사는 마을》 (1977년)
- 중편 소설집 《벼랑에 선 사람들》 (1979년)
- 장편 소설 《펄 속으로 들어간 새》 (1981년)
- 장편 소설 《먼지 속의 무지개》 (1984년)
- 장편 소설 《비어있는 집》 (1986년)
- 문집 《오늘 그리고 우리》 (1988년)
- 장편 소설 《빈 들에서 부는 바람》 (1988년)
- 장편 소설 《울고 가는 저 기러기》 (1989년)
- 장편 소설 《매화골 사람들》 (1991년)
- 장편 소설 《적과 남》 (1992년)
- 장편 소설 《흙바람 속으로》 (1995년)
- 장편 소설 《돌아온 사람들》 (1997년)
- 5부작 장편 소설 《땅과 흙》 (1998년)
- 3부작 장편 소설 《단군의 나라》 (2000년)
- 2부작 장편 소설 《서러운 땅 서러운 혼》 (2001년)
- 문집 《갈등을 넘어서》 (2004년)
- 문집 《비어있는 집》 (2004년)
- 단편 소설집 《매화골 사람들》 (2004년)
- 장편 소설 《노근리 아리랑》 (2007년)
- 장편 소설 《죽음의 들판》 (2010년)
- 장편 소설 《아직 끝나지 않았다》 (2011년)
- 장편 소설 《흙에서 만나다》 (2012년)
- 장편 소설 《멀리 멀리 갔었네》 (2018년)
- 수필집 《빈 들에서 부는 바람》
- 논문집 《흙과 삶의 미학》
- 평론집 《문학에의 초대》
- 평론집 《현대 소설의 이해》

## 수상 목록
- 제1회 흙의 문학상 (대한민국 문화공보부)
- 제4회 흙의 문예상 (전국농업기술자협회)
- 제29회 한국문학상 (한국문인협회)
- 제1회 농촌문화상 (농업협동조합 중앙회)
- 제11회 한국문학평론가협회상 (한국문학평론가협회)
- 제4회 한글문학상 (한글문학회)
- 제33회 월탄문학상 (월탄문학상 운영위원회)
- 제11회 단국문학상 (단국문인회)
- 제1회 무영문학상 (무영문학상 운영위원회)
- 대한민국 문화예술상 (대한민국 문화관광부)
- 영동예술상 (충청북도 영동예총)
- 단군문화상 (한민족운동단체연합)
- 펜문학상 (국제펜클럽한국본부)
- 홍조근정훈장 (대한민국 정부)
- 한국민족문학상 (한국민족문학회)
- 순수문학상 대상 (월간 순수문학사)
- 민족평화상 (민족평화축전 조직위원회)
- 제3회 아리랑상 (한민족아리랑연합회)